# Koori
Koori (jap. 桑折町 Koori-machi) – miasto w Japonii, na wyspie Honsiu, w prefekturze Fukushima. Według danych na rok 2020 miejscowość zamieszkiwało 11 459 mieszkańców , a gęstość zaludnienia wyniosła 266,7 os./km².